# Jacob Becker
Pour les articles homonymes, voir Becker.
Jacob Becker, également Jakob Becker (né le 19 septembre 1864 à Ludwigshöhe et mort le 13 avril 1949 à Sprendlingen) est un médecin allemand et député du Reichstag.

## Biographie
Becker étudie à l'école élémentaire, à l'école secondaire d' Oppenheim, aux écoles secondaires de Mayence et de Gießen. Il étudie à Giessen et à Berlin et passe l'examen médical d'État à l'été 1888, sert un an et va à Berlin en 1889 pour une formation complémentaire. En 1890, il s'installe à Dietzenbach et en 1891 à Sprendlingen. Il remplit l'obligation militaire en compagnie du Corps du 116e régiment d'infanterie (de) en tant que médecin subalterne. Il est également président de l'association professionnelle, membre du conseil de district des associations professionnelles, président du comité d'examen des compagnons, président de l'Association de l'Empire contre la social-démocratie et président de diverses sociétés sociales.
De 1903 à 1907, il est député du Reichstag pour la 5e circonscription du grand-duché de Hesse (Offenbach, Dieburg (de)) avec le Parti national-libéral. Entre 1912 et 1918, il représente la 8e circonscription du grand-duché de Hesse (Bingen (de), Alzey (de)).
Son jeune frère est l'avocat et homme politique Johann Becker (1869-1951).